# 知識城

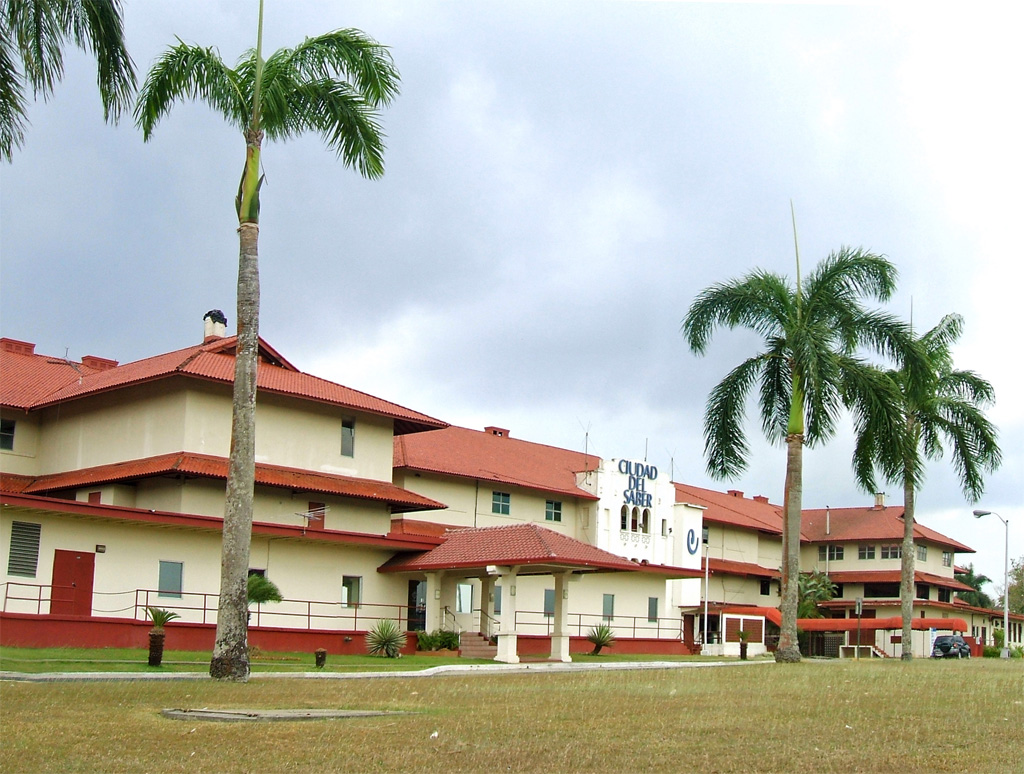
前克萊頓堡的主建築

巴拿馬的知識城（西班牙語：Ciudad del Saber）為政府資助的學術機構、科技公司和非政府組織的特定區域，由與之同名的基金會負責管理。知識城的地點剛好跨越了密拉福樂斯水閘，而這個地點曾經是美國陸軍南方司令部的總部，克萊頓堡。

## 歷史
知識城的起源，是一個將前巴拿馬運河區的軍事區域，轉變成一個知識交流中心的構想。該計畫是由巴拿馬前總統尼古拉斯·阿爾迪托·巴列塔與埃內斯托·佩雷斯·巴雅達雷斯所支持，並且於1994年12月，在佛羅里達州邁阿密召開的第一屆美洲國家高峰會定案。1995年起，由非營利基金會負責管理這個園區。現今在克萊頓堡的設施，基於《巴拿馬運河條約》履行的最後階段，於1999年12月正式由巴拿馬總統米雷婭·莫斯科索接收。今日，該機構持續提供設施與支援給予教育、研究、科技發展與研發相關的計畫，促進相關機構、商業等計畫的促進與凝聚。

## 加盟

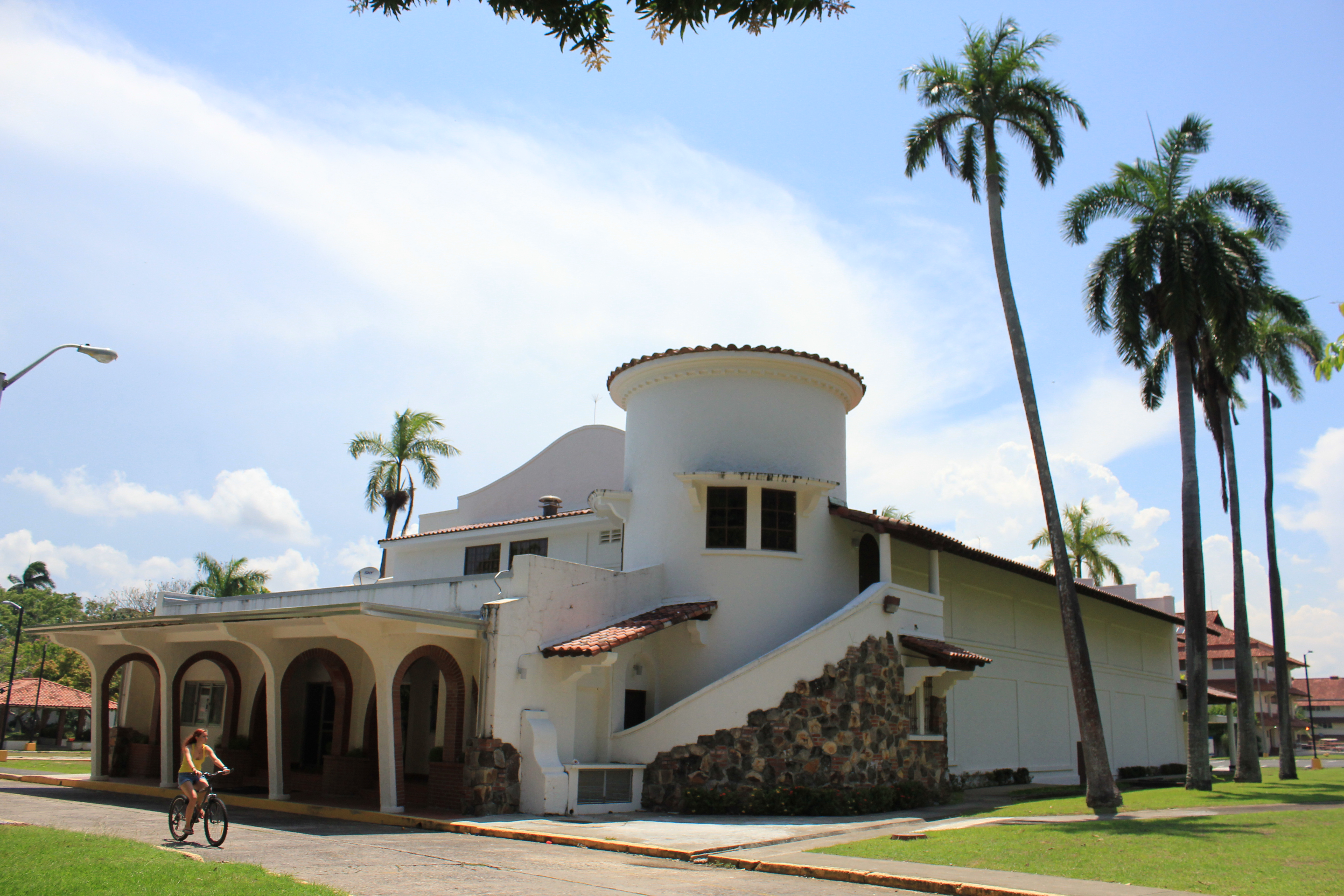
知識城的文化中心

加盟知識城的機構，包含知名的聯合國教科文組織地區總部、國際紅十字與紅新月運動、聯合國開發計畫署拉丁美洲與加勒比海地區辦公室、世界糧食組織與國際計畫。
世界童軍運動組織的美洲區總部也於2010年搬遷至此。
在學術機構方面，包含了巴爾波亞學院、ILISA（一個西班牙語學校）、地峽大學（建築）、與麥吉爾大學、賓夕法尼亞大學、佛羅里達州立大學、聖路易斯大學、愛荷華州立大學、SIT Study Abroad等機構的國際計畫。

## 外部連結
- City of Knowledge （页面存档备份，存于）